# یاگوتینسکایا
یاگوتینسکایا (به لاتین: Yagotinskaya) یک منطقهٔ مسکونی در روسیه است که در سرزمین آلتای واقع شده‌است.